# Popigaï (rivière)
Pour les articles homonymes, voir Popigaï.
La Popigaï est une rivière du Kraï de Krasnoïarsk située au Nord-Ouest de la Sibérie Orientale.

## Étymologie
Le nom de la rivière vient du peuple nganassane : по signifie pierre et бигай rivière.

## Géographie
La rivière prend sa source sur les plateaux de Sibérie centrale et se jette dans le Khatanga.